# Ludwig Achenbach
Ludwig Achenbach (* 26. August 1812 in Mannheim; † 1879) war ein deutscher Jurist und Politiker. Er war Oberbürgermeister von Mannheim und Mitglied des badischen Landtages.

## Leben
Ludwig Achenbach studierte an den Universitäten Heidelberg und Bonn Rechtswissenschaften. In Heidelberg schloss er sich dem Corps Rhenania Heidelberg und in Bonn 1832 dem Corps Rhenania Bonn an.
Achenbach war bereits seit längerem Obergerichtsadvokat, ehe er 1854 als Abgeordneter in den badischen Landtag gewählt wurde, dem er bis 1866 angehörte.  Er unterstützte dort die liberale Politik von August Lamey. 1861 wählte der Große Bürgerausschuss Achenbach zum Oberbürgermeister von Mannheim. In seine Amtszeit fiel der Bau der ersten festen Rheinbrücke. Außerdem setzte er sich für die Rheintalbahn Mannheim–Karlsruhe ein. Beim Kleinbürgertum allerdings fand er keine Mehrheit mehr, so dass er bei der Bürgermeisterwahl 1870 gegen Eduard Moll unterlag. Achenbach ist auf dem Hauptfriedhof Mannheim beerdigt.